# Atomizzatore

Atomizzatore da laboratorio.

L'atomizzatore (spray dryer in inglese) è una macchina utilizzata per la nebulizzazione e l'essiccamento di sospensioni liquide (slurry).
Il materiale da essiccare entra sotto forma di liquido ad alta pressione all'interno di un anello di distribuzione dotato di un certo numero di uscite (lance di atomizzazione). Per effetto della pressione il liquido fuoriesce dagli ugelli sotto forma di piccole goccioline (atomizzazione) che aumenta lo scambio termico per effetto dell'aumento della superficie specifica. Le goccioline incontrano l'aria calda che viene immessa, il liquido evapora molto velocemente e si allontana sotto forma di vapore, mentre il solido contenuto ad ogni goccia forma degli agglomerati, generalmente cavi all'interno a causa dell'essiccazione veloce.
Le particelle essiccate (atomizzate) hanno dimensioni che variano da 20 μm a 180 µm dipendenti dalla dimensione del foro dell'ugello e dalle caratteristiche dell'atomizzatore. La forma dell'atomizzatore è, normalmente, cilindrica con fondo conico per la raccolta dell'atomizzato. Gli atomizzatori per sospensioni ceramiche sono dotati di generatori di aria calda, cicloni e filtri per l'abbattimento delle polveri in uscita e pompe a pistoni tuffanti per la mandata a pressione della sospensione (barbottina) all'atomizzatore. Atomizzatori si utilizzano anche nell'industria alimentare per la produzione di latte in polvere, caffè liofilizzato ecc.